# Humor es... Los Comediantes
Humor es... Los Comediantes fue un programa mexicano de humor y comedia de Televisa transmitido por el Canal de las Estrellas entre 1999 y 2001 donde distintos comediantes como "La Chupitos", Teo González, Omar Alonso, entre muchos otros, contaban chistes y hacían sketches con público en vivo, conducido por Jorge Ortiz de Pinedo.

## Conductores
- Jorge Ortiz de Pinedo
- Carlos Espejel
- Teo González
- José Suárez
- Juan Verduzco
- Aida Pierce
- Anastasia
- Lourdes Garza
- Yekaterina Kiev
- Germán Gutiérrez
- Shamila

## Comediantes
- Teo González
- Jo Jo Jorge Falcón
- Carlos Eduardo Rico
- Memo Ríos
- Raúl Vale
- Victor Morelli
- Tony Balardi
- Carlos Cantelly
- José Natera
- Adrián Uribe
- Xavier López "Chabelo"
- Jaime Rubiel
- Nora Velázquez
- Liliana Arriaga
- Benito Castro
- Danny Vega
- Edmundo Miller
- Javier Carranza
- Gilberto Gless
- Gustavo Munguía
- Heron Memo
- Mara Escalante
- Samia
- Sheyla
- Johnny Welch
- Mago Frank
- Tony Flores
- Jesús Roberto "La Bala"
- Julio Vega
- Omar Alonso
- Gonzo Show
- Adalberto Martínez "Resortes"
- Enrique Cuenca
- Eduardo de la Peña
- Edson Zúñiga
- Miguel Galván
- Los Sketchistosos

## Datos Técnicos
- Música Original = Pedro Plascencia Jr. (1999-2000) / Raúl Vale (2001)
- Producción Musical = Gerardo Flores, Marco Flores
- Editores = Jorge Silva, Rodrigo Lepe y Mauricio Cortes
- Dirección de Cámaras = Bernardo Nájera Flores, Pedro Jiménez Nava, Ernesto Medina, Eduardo Peña Bernal y Ernesto Arreola
- Idea, Dirección y Producción General = Jorge Ortiz de Pinedo
- Productora Ejecutiva = Luigina Tuccio